# Carrines Segon
Carrines Segon (en llatí Carrinas Secundus) va ser un retòric del temps de Calígula, que el va desterrar de Roma per haver clamat contra els tirans en públic en una ocasió.
És probablement el mateix Carrinas Secundus que Neró va enviar a Àsia i Acaia l'any 65, per saquejar aquestes regions i portar les estàtues dels déus des d'allà fin a Roma.